# Sokolijin
Sokolijin (del ruso: Соколихин) es un jútor del raión de Labinsk del krai de Krasnodar, en el sur de Rusia. Está situado en la zona premontañosa de las vertientes septentrionales del Gran Cáucaso, en la orilla izquierda del río Chamlyk, afluente del río Labá, tributario del Kubán, 18 km al este de Labinsk y 161 km al sureste de Krasnodar, la capital del krai. Tenía 238 habitantes en 2010
Pertenece al municipio Luchevoye.